# Voorkeramische periode van de Andes

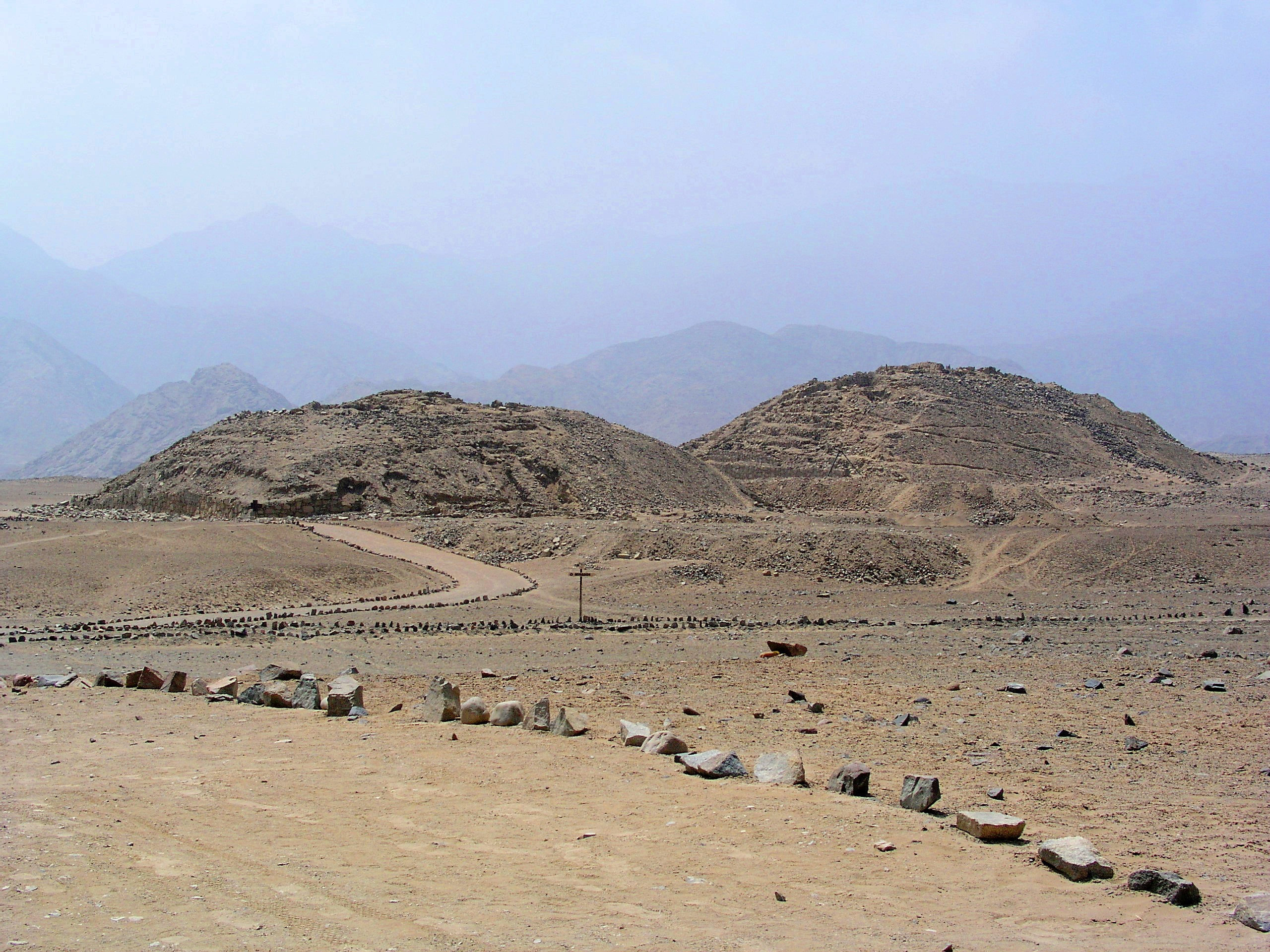
de piramides van Caral

De voorkeramische periode van de Andes verwijst naar de periode van menselijke bewoning in het Andesgebied van Zuid-Amerika voorafgaand aan de introductie van keramiek. Dit tijdperk wordt ook wel pre-keramisch of akeramisch genoemd.

## Vroegste menselijke aanwezigheid
Het vroegste tijdperk van menselijke aanwezigheid wordt de lithische periode genoemd. Hierop volgde de archaïsche periode, hoewel er ook andere classificaties zijn. 
De voorkeramische periode in de Andes omvat culturen die behoren tot de lithische en vroege archaïsche stadia. Tijdens de latere archaïsche periode wordt het keramiek geïntroduceerd vanuit het Amazonegebied.

## Voorkeramisch Peru
De Zaña-vallei in het noorden van Peru bevat de vroegst bekende kunstmatige kanalen in Zuid-Amerika. Dit waren kleine met stenen omzoomde waterlopen die water haalden uit beekjes in het Andesgebergte. Deze zijn mogelijk al in 4.700 v.Chr. aangelegd.

### Caral-Supecultuur
De Caral-Supecultuur, ook bekend als Norte Chico, is een van de meest opmerkelijke en best bestudeerde culturen in de Peruaanse archeologie. De meest indrukwekkende prestatie van deze beschaving was haar monumentale architectuur, waaronder grote aarden platformheuvels en verzonken ronde pleinen. Ook bouwden deze voorkeramische volkeren grootschalige irrigatie- en waterbeheerprojecten.
Archeologisch bewijs suggereert een zeer vroeg gebruik van textiel, in het bijzonder katoen. Recente studies (2013) geven aan dat ook maïs een belangrijke rol speelde in deze beschaving. Daarnaast werden bonen en zoete aardappelen verbouwd.
De sites van Caral-Supe vallen op door hun grootte en uitzonderlijke bevolkingsdichtheid, wereldwijd uniek voor een ontluikende beschaving. Tijdens het 3e millennium v.Chr. was Caral-Supe mogelijk een van de dichtbevolkste gebieden ter wereld. 

#### Caral

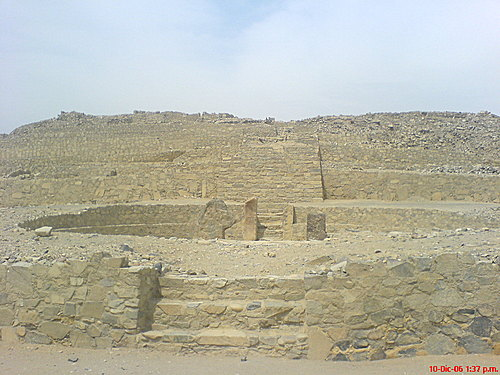
ceremonieel plein in Caral

Caral was een belangrijk centrum van deze beschaving. De stad werd tussen 2.600 en 2.000 v.Chr. bewoond, en omvatte een gebied van meer dan 60 hectare.
Caral werd eind jaren negentig voor het eerst volledig gedocumenteerd en geanalyseerd door Dr. Ruth Shady Solís en andere Peruaanse archeologen. Als gevolg hiervan heeft Caral-Supe de horizon voor complexe samenlevingen in de Peruaanse regio met meer dan duizend jaar verlegd. 

#### Huaricanga
Huaricanga, ook in de regio Norte Chico, bestond rond 3.500 v.Chr. en wordt verondersteld de vroegste stad van deze beschaving te zijn. Het zou daarmee de oudste stad van Amerika kunnen zijn geweest. 
Naast het ontbreken van aardewerk is een opmerkelijk kenmerk van deze beschaving de schijnbare afwezigheid van enige artistieke of religieuze symboliek; althans is deze tot nu toe niet geïdentificeerd. Desalniettemin zijn er aanwijzingen voor de aanbidding van bepaalde godheden, zoals de stafgod, een belangrijke godheid van latere Andesculturen. Het is gesuggereerd dat het zo vroege voorkomen wijst op de aanbidding in het Andesgebied van gemeenschappelijke symbolen van goden gedurende een lange periode.
Aangenomen wordt dat een geavanceerde regering nodig was om Caral te beheren. Er zijn nog steeds vragen over de organisatie ervan, met name de invloed van voedselbronnen op de politiek. Sommige geleerden suggereerden dat Caral gebaseerd was op zeevruchten en maritieme hulpbronnen, in plaats van op de ontwikkeling van landbouwgraan en gewasoverschotten, zoals essentieel werd geacht voor de opkomst van andere oude beschavingen. Meer recent werden deze opvattingen herzien vanwege sterke aanwijzingen voor maïsconsumptie.

### Casma-Sechincultuur
In de valleien van de Casma en haar zijrivier de Sechin bevinden zich verschillende belangrijke archeologische vindplaatsen. De grootste onder hen is Sechin Alto, andere grote aardwerken zijn o.a. Sechin Bajo, Mojeque, Cerro Sechin en Las Haldas. De dateringen voor deze sites beginnen bij c. 3.600 v.Chr.

### Kotoshtraditie
De religieuze traditie van Kotosh verwijst naar de rituele gebouwen die tussen circa 3.000 en 1.800 v.Chr. werden gebouwd in de rivierdalen van de Andes.
Archeologen hebben een aantal van deze rituele centra geïdentificeerd en opgegraven. De eerste die werd ontdekt was in Kotosh, hoewel er sindsdien meer voorbeelden zijn gevonden in Shillacoto, Wairajirca, Huaricoto, La Galgada en Piruru. Deze sites bevinden zich allemaal in hooglandzones die lager zijn dan de Puna. Ondanks dat er aanzienlijke afstanden tussen hen liggen, lijken al deze gevallen van voorkeramische openbare architectuur in het hoogland opmerkelijk veel op elkaar.

### Andere culturele tradities

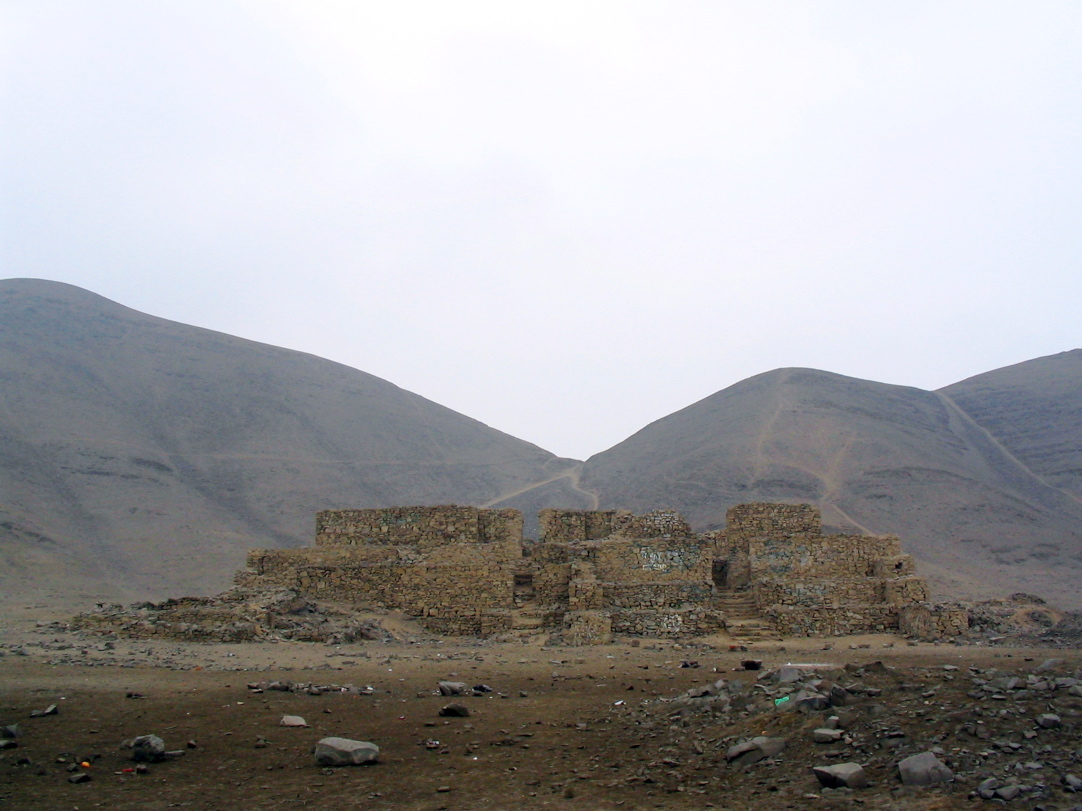
piramide bij El Paraiso

El Paraíso is een zeer groot vroeg centrum in de Ancón-Chillón-vallei, dat enigszins verwant kan zijn aan de Caral-traditie. Het is ongeveer uit hetzelfde tijdsbestek, en slechts een van de zes belangrijke voorkeramische vindplaatsen in de Ancón-Chillón-vallei, waaronder Ancón.
Een andere belangrijke site is Bandurria, aan de Huaura, met monumentale architectuur die teruggaat tot het midden van het 4e millennium v.Chr.
Aan de noordkust van Peru bevinden zich opvallende locaties als Huaca Prieta, waar het vroegst geregistreerde gebruik van indigo tot nu toe werd gevonden, en Huaca Ventarron, waarvan de muurschilderingen de oudste zijn die in Amerika zijn ontdekt.

## Voorkeramisch Ecuador
In Ecuador wordt aangenomen dat de prekeramische periode begon rond 9.000 en duurde tot ongeveer 4.200 v.Chr. Ecuador toont een vroege dichte bewoning van de hooglanden, hetgeen tot nu toe noch in Peru, noch in Bolivia is gevonden.
Langs de Pacifische kust domineerde de Las Vegascultuur, terwijl in de bergen de Ingacultuur heerste.
De Las Vegascultuur is de oudst bekende cultuur in Ecuador. Ze bloeide tussen 9.000 en 6.000 v.Chr. op het Santa Elena-schiereiland. Skeletresten en andere vondsten leverden veel bewijzen van deze cultuur.
Wetenschappers hebben drie fasen van culturele ontwikkeling geclassificeerd. De vroegste mensen waren jager-verzamelaars en vissers. Ongeveer 6.000 v.Chr. behoorden deze volkeren tot de eersten in Amerika die met landbouw begonnen. Onder hun vroege voedselgewassen waren flespompoen, Lagenaria siceraria, en een vroeg type maïs, Zea mays
De El Inga-volkeren leefden hoog in de bergen nabij het huidige Quito, de hoofdstad van Ecuador. Bewijs van de archeologische vindplaats El Inga dateert de cultuur op 9.000-8.000 v.Chr. Opgravingen werden uitgevoerd rond 1961. Er wordt aangenomen dat dit gebied mogelijk langs een oude handelsroute lag. 
Sommige van de gereedschappen die door deze vroege nomadische jagers werden gebruikt, tonen relaties met de Clovisperiode "laag I" in Cueva Fell in het zuiden van Chili, en technologische relaties met de laat-Pleistocene gecanneleerde punt-complexen van Noord-Amerika.

## Voorkeramisch Colombia

El Abra is het vroegste bewijs van bewoning in centraal Colombia

El Abra is een belangrijke vroege menselijke nederzetting in Colombia; met een groot grottenstelsel. Het onderzoek begon in 1967, en de stratigrafie van stenen werktuigen, botten en plantaardige resten met radiokoolstofdatering stelde de datum van de nederzetting vast op 12.400 BP ± 160 jaar. Andere voorkeramische archeologische vindplaatsen zijn Tibitó (11.850 BP), Tequendama (11.000 BP), Checua (8.500 BP), Aguazuque (5.000 BP) en El Infiernito ( 4.900 BP).

## Voorkeramisch Bolivia
De vroegste culturen van Bolivia zijn de Wankaranicultuur en Chiripacultuur. De vroegste Wankaranisites dateren uit 1.800 v.Chr. De Wankaranicultuur ontstond in het gebied van het huidige departement Oruro in Bolivia nabij het Poopomeer. De Wankarani hadden tegen 1.200 v.Chr. een kopermetallurgie ontwikkeld
Het gebied van de Altiplano leverde het vroegste bewijs van metaalbewerking in Zuid-Amerika. Dit is de vindplaats Jisk'a Iru Muqu (ook gespeld als Jiskairumoko) in het bekken van het Titicacameer, die voor het eerst werd onderzocht in 1994. In een graf naast een laat-archaïsch kuilhuis werd een ketting bestaande uit negen gouden kralen gevonden. Houtskool in het graf dateert de kralen tot 2.155-1.936 v.Chr.

## Voorkeramisch Chili
Sommige van de vroege voorkeramische culturen bloeiden zowel in Peru als in Chili. Dit geldt voor de Chinchorrocultuur in wat nu Noord-Chili en Zuid-Peru is. Deze cultuur is bekend van de Chinchorro-mummies; dit zijn de oudste voorbeelden van kunstmatig gemummificeerde menselijke resten ter wereld. De oudste mummie die uit de Atacama-woestijn is teruggevonden, dateert van rond 7.020 v.Chr. Aangenomen wordt dat deze traditie haar hoogtepunt bereikte rond 3.000 v.Chr.